# Fregula

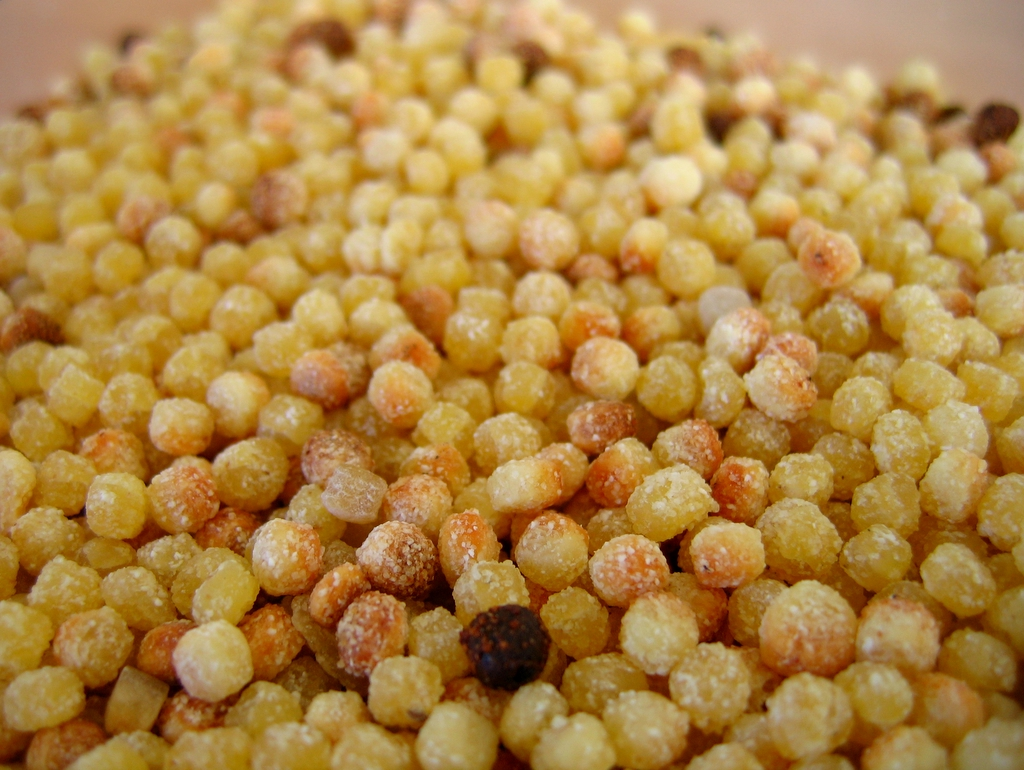
Bolas de fregula crudas.

La frégula  (incorrectamente italianizada como fregola) es un tipo de pasta con forma esférica procedente de la isla italiana de Cerdeña.
La frégula es una mezcla de bolitas de sémola más o menos esféricas (2-3 mm de diámetro), muy irregulares, cuya porosidad favorece la absorción de los sabores. La fregula se prepara con sémola de trigo duro (triticum durum), agua y sal en un recipiente de terracota. Generalmente las bolitas se secan al aire en verano y, posteriormente, se tuestan en un horno, proceso que le aporta un color tostado característico que tira a rojizo-marrón.

## Usos
Para su consumo la fregula se hierve en agua hasta que esté al dente. Por regla general, se suele mezclar con salsa de tomate y servirse con almejas o con coquinas: fregula con Cocciula, fregula con Arselle, o el fregula con le Vongole. Otro plato es la fregula incasada con pecorino.